# Episodi di Tokyo Mew Mew New

Mew Pam, Mew Berry, Mew Mina, Mew Paddy e Mew Lory.

Questa è la lista degli episodi di Tokyo Mew Mew New, una serie televisiva anime tratta dal manga Tokyo Mew Mew - Amiche vincenti scritto da Reiko Yoshida e disegnato da Mia Ikumi.
La serie, diretta da Takahiro Natori e prodotta dagli studi Yumeta Company e Graphinica, si compone di 24 episodi ed è stata trasmessa su TV Tokyo per due stagioni dal 6 luglio 2022 al 21 giugno 2023. È il secondo adattamento animato del manga, realizzato per il ventesimo anniversario dello stesso.
L'anime è stato distribuito da Yamato Video con sottotitoli italiani sul canale Anime Generation di Prime Video dal 23 novembre 2022 al 21 giugno 2023. La versione doppiata in italiano dell'anime è stata pubblicata sullo stesso canale dal 30 aprile al 15 ottobre 2024.

## Lista episodi

### Prima stagione
| Nº | Titolo italiano Giapponese 「Kanji」 - Rōmaji | In onda           | In onda        |
| Nº | Titolo italiano Giapponese 「Kanji」 - Rōmaji | Giapponese        | Italiano       |
| 1  | Cosa sta succedendo?! Da oggi sarò una paladina della giustizia, miao! 「どーなってるの！？今日から正義の味方だにゃん！」 - Dō natteru no!? Kyō kara seigi no mikata da nyan! | 6 luglio 2022     | 30 aprile 2024 |
| 1  | Strawberry è una ragazza appena entrata al liceo e desiderosa di iniziare una romantica storia d'amore. Già dal primo giorno Ichigo si invaghisce di Mark, l'idolo di molte ragazze, e cerca di scoprire più cose su di lui. Una sua compagna di scuola dai capelli azzurri la aiuta a organizzare un appuntamento con lui a un'esposizione sulle specie animali in via di estinzione, dal momento che al ragazzo sta a cuore la cura dell'ambiente. Durante la visita compare un ratto gigante, ovvero un Chimero, che attacca i due ragazzi, e Mark perde conoscenza. Strawberry, precedentemente colpita da un raggio luminoso e attraversata da un gatto, si trasforma improvvisamente in Mew Berry e assieme a Mew Mina, la ragazza dai capelli azzurri trasformata, combatte contro il Chimero. Facendo uso della forza e dei poteri magici conferitile dalla metamorfosi, Mew Berry libera il topino dallo spirito malvagio che se n'era impossessato. Ryan e Kyle, i due ragazzi responsabili del cosiddetto Progetto Mew, spiegano a Mew Berry che d'ora in poi sarà una combattente per la giustizia e la accompagnano alla loro base, il Caffè Mew Mew.                                 |                   |                |
| 2  | Cos'è una vera amica? 「本当の友達ってなんですか？」 - Hontō no tomodachi tte nan desu ka? | 13 luglio 2022    | 7 maggio 2024  |
| 2  | Strawberry inizia a lavorare come cameriera al Caffè Mew Mew, un'attività di copertura che permette a Ryan e Kyle di informarsi su dove possono nascondersi i Chimeri, origliando le conversazioni dei clienti. Strawberry conosce Lory, una ragazza della sua età introversa e oppressa dalle prepotenze di altre ragazze, che lei considera sue amiche. Ryan e Kyle spiegano a Strawberry tutti i dettagli del Progetto Mew: lei è stata scelta per portare il DNA del gatto di Iriomote e Mina quello del lorichetto blu, degli animali in via d'estinzione, e proprio Lory sarà la terza Mew Mew, con il codice genetico della neofocena. Lory, tormentata dalla sua situazione, terrorizza le allieve della sua scuola scatenando delle forti onde nella piscina durante la notte. Mew Berry, andata in missione assieme a Mew Mina per scoprire di cosa si tratta, la convince di essere una brava ragazza e a non frequentare più chi le dà fastidio. Lory accetta di diventare amica di Strawberry e inizia a lavorare al Caffè Mew Mew. |                   |                |
| 3  | Un bacio rubato?! Arriva Mew Pudding! 「奪われた唇！？ミュウプリン参上！」 - Ubawareta kuchibiru!? Myū Purin sanjō! | 20 luglio 2022    | 14 maggio 2024 |
| 3  | Per rimediare all'appuntamento andato male alla mostra di animali in via d'estinzione, Strawberry invita Mark allo zoo. La loro visita viene interrotta da Paddy, un'agile ragazzina che dà uno spettacolo di prestigio, e da Quiche, un ragazzo che bacia Strawberry e libera degli alieni. Gli animali nei dintorni si trasformano in Chimeri e Quiche resta in attesa di vedere come reagisce Strawberry. Mew Mina e Mew Lory arrivano sul posto in suo aiuto e anche Paddy, trasformandosi per la prima volta in Mew Paddy, aiuta Mew Berry con la cattura dei mostri. Quiche si allontana e Mark, che era preoccupato per Strawberry, le lega al collo un campanellino e la riaccompagna a casa. |                   |                |
| 4  | La ragazza che tutti ammirano. L'ultima del gruppo è una superstar! 「憧れのお姉さま 最後の一人は大スター」 - Akogare no onē-sama Saigo no hitori wa dai sutā | 27 luglio 2022    | 21 maggio 2024 |
| 4  | La stella dello spettacolo Pam è la quinta Mew Mew; a lei è stato affidato il DNA del lupo grigio. Per avvicinarsi a lei e spiegarle la sua missione, Strawberry, Mina e Lory partecipano a un'audizione per un musical alla quale sarà presente anche Pam. Dopo il provino riappare Quiche, che trasforma uno stormo di corvi in Chimeri. Le ragazze si trasformano in Mew Mew ma non riescono a risolvere la situazione. Pam risveglia i suoi poteri e assume le sembianze di Mew Pam, dopodiché usa la sua frusta per scongiurare gli alieni. Le quattro amiche si complimentano con lei ma ricevono come risposta una grossa delusione: Pam non ha intenzione di unirsi al loro gruppo. |                   |                |
| 5  | Ridi Mint! La malinconia della principessina. 「笑ってみんと！お嬢様の憂鬱」 - Waratte Minto! Ojō-sama no yūutsu | 3 agosto 2022     | 28 maggio 2024 |
| 5  | Mina è sconfortata dal fatto che Pam non voglia unirsi a loro, così le sue amiche vanno a casa sua per tirarle su il morale e fanno la conoscenza di Sergio, il fratello maggiore di Mina. In seguito Quiche trasforma Miki, il cagnolino di Mina, in un Chimero, e la ragazza non ha il coraggio di colpirlo. Quando vede le sue amiche in seria difficoltà Mew Mina usa la sua arma contro il Chimero, che torna alle sembianze di Miki. Quiche si allontana, ma non prima di aver minacciato di attaccare Pam fintanto che non appartiene al loro gruppo. |                   |                |
| 6  | Risuona nel cuore! Io supererò me stessa 「心に響け！私は私を超えていく」 - Kokoro ni hibike! Watashi wa watashi wo koete iku | 10 agosto 2022    | 4 giugno 2024  |
| 6  | Le Mew Mew vogliono proteggere Pam dall'attacco di Quiche e cercano un modo per intrufolarsi nello studio televisivo dove lavora. Una volta raggiunta, le ragazze cercano nuovamente di convincere Pam a farsi aiutare ma, con sorpresa di tutte, Mina è l'unica a non desiderarla. Come previsto, Quiche fa la sua comparsa interrompendo l'esibizione di Pam e Mew Mina, già arrivata nello studio, chiede alla sua diva di cantare finché lei la difende. Anche le altre Mew Mew si uniscono al combattimento e con l'aiuto di Pam tutti gli alieni vengono debellati. Le ragazze si accorgono di essere state filmate e trasmesse in diretta televisiva, così Mew Berry ne approfitta per presentare il loro gruppo a tutta la nazione. Malgrado non sia nella sua natura, Pam accetta di far parte delle Mew Mew. |                   |                |
| 7  | Pioggia di petali dell'addio 「お別れの桜吹雪」 - Owakare no sakura fubuki | 17 agosto 2022    | 11 giugno 2024 |
| 7  | Quiche non è ancora riuscito a portare a termine nessuna missione, pertanto la prossima verrà affidata al suo collega Pie. Strawberry e Mark desiderano entrambi approfondire la loro amicizia, ma la ragazza ha paura di esporre troppo la sua identità segreta, soprattutto dopo che la notizia delle Mew Mew è diventata di dominio pubblico. Uno sciame di vespe alterate da Pie attacca Mark durante i suoi allenamenti di kendo, e Strawberry che era andata a osservarlo di nascosto si vede costretta a trasformarsi in sua presenza per salvarlo. Sotto una pioggia di petali di ciliegio, inusuale per la stagione, Mew Berry teme di dover rivelare il suo segreto al ragazzo che l'ha intravista trasformarsi, ma viene anticipata da un ringraziamento di Mark che fa capire di non averla riconosciuta. Tornata normale, Strawberry regala a Mark un portafortuna per il suo prossimo torneo. |                   |                |
| 8  | Credi in te stessa! La crociera al gusto del primo amore 「自信を持って クルージングは初恋風味」 - Jishin wo motte Kurūjingu wa hatsukoi fūmi | 24 agosto 2022    | 18 giugno 2024 |
| 8  | Lo staff del Caffè Mew Mew parte per una crociera dove offrirà i suoi migliori dolci ai passeggeri, e con loro salpano anche i cinque fratellini di Paddy. Lory continua ad essere molto insicura di sé: anche se fa le cose al modo giusto non si ritiene all'altezza del resto del gruppo. Tart, un nuovo nemico alieno, oscura il mare e fa attaccare la nave da dei grossi pesci, il tutto con la supervisione di Pie. Un pesce cattura Hanacha, uno dei fratellini di Paddy, e Lory si tuffa in mare per salvarlo pur non sapendo nuotare, incoraggiata dalle parole di Ryan. Grazie alla sua metamorfosi, Mew Lory riesce a respirare sott'acqua e ottiene una pinna caudale che le consente di nuotare velocemente e raggiungere il pesce. Dopo aver salvato Hanacha, la ragazza entra in contatto con una pietruzza azzurra che fa tornare il mare come prima. I due alieni si allontanano sconfitti e Lory, che ha iniziato a credere in sé stessa, torna a casa con le sue amiche. |                   |                |
| 9  | La freccia di Cupido! La grande strategia segreta dell'appuntamento! 「恋のキューピッド！デートマル秘大作戦！」 - Koi no Kyūpiddo! Dētomaru hi daisakusen! | 31 agosto 2022    | 25 giugno 2024 |
| 9  | Strawberry, che è sempre più impegnata con la sua missione di Mew Mew e con il lavoro al caffè, ha sempre meno tempo da passare con Mark. Quest'ultimo ha ricevuto dei biglietti per un concerto che vorrebbe condividere con Strawberry, perciò va a trovarla al Caffè Mew Mew sperando di riuscire a invitarla all'appuntamento, ma la ragazza è troppo indaffarata con i clienti e Mark se ne va deluso. Le amiche di Strawberry si accorgono del suo desiderio e fanno in modo che i due si incontrino, tuttavia Quiche si intromette e intrappola Mark e Mew Berry (trasformatasi di nascosto) in una gabbia. Fortunatamente le altre Mew Mew arrivano per salvare la situazione e scacciare Quiche, e quella sera Mark riesce a invitare Strawberry al concerto. |                   |                |
| 10 | Ma che gattastrofe! Il batti cuore continua? 「にゃんてこった！ドキドキが止まらない？」 - Nyantekotta! Dokidoki ga tomaranai? | 7 settembre 2022  | 2 luglio 2024  |
| 10 | Strawberry e Mark si accordano per il loro appuntamento al concerto quando improvvisamente comincia a piovere. Mark copre la ragazza con la sua felpa e l'abbraccia, facendole spuntare le orecchie da gatto per la forte emozione, pertanto Strawberry scappa via correndo e si trasforma in un gatto. Ryan la trova e la mette in guardia da simili trasformazioni, che potrebbero diventare più frequenti o addirittura permanenti finché non sconfiggeranno gli alieni. Strawberry si allontana e cade in un fiume cercando di riprendere la felpa di Mark, e sarà proprio lui a salvarla dall'annegare e a portarla a casa sua. Quiche fa arrivare un bozzolo ricolmo di sostanze tossiche sopra la Torre di Tokyo e le amiche di Strawberry, che devono cercare la Mew Aqua per purificarla, sono in pensiero per lei. Mark fa dormire Strawberry trasformata in gattina nel suo letto, e mentre lei cerca di baciarlo ritorna al suo aspetto umano. |                   |                |
| 11 | Tutti ti stanno aspettando! Corri, Ichigo! 「みんなが待ってる！走れいちご！」 - Minna ga matteru! Hashire Ichigo! | 14 settembre 2022 | 9 luglio 2024  |
| 11 | Strawberry torna ad essere un gatto a causa della forte emozione e scappa dalla casa di Mark per paura di trasformarsi di nuovo. Il giorno dopo Quiche, Pie e Tart vengono avvistati sulla Torre di Tokyo con un frammento di Mew Aqua; le Mew Mew si recano sul posto per cercare di sottrarglielo e salvare i civili dai Chimeri. Mina è indecisa sulla decisione da prendere riguardo la proposta di suo fratello di studiare all'estero, e ciò le causa insicurezza anche mentre combatte. Strawberry viene a sapere della battaglia in corso alla Torre di Tokyo e mentre cerca di raggiungerla viene importunata da un grosso gatto giallo e salvata da un gattino grigio, che la fa tornare umana con un bacio. Dopo questo imprevisto, Strawberry si scontra con Ryan che era sulle sue tracce e raggiunge le sue amiche alla Torre di Tokyo, ridando fiducia al gruppo. |                   |                |
| 12 | Pioggia e lacrime 「雨と涙」 - Ame to namida | 21 settembre 2022 | 16 luglio 2024 |
| 12 | Il bozzolo sulla Torre di Tokyo si schiude e sprigiona un Chimero dalle sembianze di una falena, assieme a un potente miasma che inizia a spargersi per la città. Le Mew Mew non possono attaccare il mostro direttamente perché aumenterebbero la diffusione del veleno e non possono nemmeno usare la Mew Aqua offerta da Quiche essendo un falso. Mew Berry tuttavia decide di non arrendersi e attacca gli alieni per metterli alle strette. La sua determinazione aiuta Mew Mina a prendere una decisione riguardo la proposta di suo fratello e, sentendosi libera da ogni preoccupazione, combatte con più sicurezza e percepisce un frammento di Mew Aqua nel cielo. Grazie al cristallo, Mew Mina purifica l'aria di Tokyo e Mew Berry, facendosi prestare il potere magico dalle sue amiche, stermina la grande falena e costringe gli alieni a ritirarsi. Nonostante sia in ritardo per il suo appuntamento con Mark, le amiche di Strawberry la spronano ad andarci comunque e, sotto la pioggia, i due sono felici di essersi ritrovati e si dichiarano il loro amore. Quiche, Pie e Tart, tornati nella loro base, riveriscono il loro capo che annuncia il suo imminente risveglio. |                   |                |

### Seconda stagione
| Nº | Titolo italiano Giapponese 「Kanji」 - Rōmaji | In onda        | In onda           |
| Nº | Titolo italiano Giapponese 「Kanji」 - Rōmaji | Giapponese     | Italiano          |
| 13 | Step up! La seconda fase dell'amore di Ichigo! 「Step up! いちご恋のセカンドステージ！」 - Step up! Ichigo koi no sekando sutēji! | 5 aprile 2023  | 31 luglio 2024    |
| 13 | Strawberry e Mark si sono ufficialmente fidanzati, e la loro incontenibile felicità contagia anche le amiche di Strawberry che si congratulano con loro. Quiche ha già progettato il suo prossimo attacco: durante un evento all'acquario organizzato per i bambini, al quale Strawberry e Mark partecipano come volontari, l'alieno lancia i suoi Chimeri a prendere il controllo delle creature marine. Inoltre, Quiche porta con sé Strawberry in un luogo isolato dove le creature marine animate dai Chimeri hanno organizzato una festa solo per loro due. La ragazza si trasforma in Mew Berry e anche le altre Mew Mew arrivano in suo aiuto. Subito dopo aver steso il nemico, Mew Berry viene scagliata accidentalmente fuori dall'edificio e, mentre sta cadendo, compare un ragazzo sospeso in aria che le salva la vita e mette in fuga Quiche. Costui dice di essere il cosiddetto Cavaliere Blu e di avere il preciso scopo di aiutarla. Anche dopo che Strawberry si è ricongiunta con Mark, la ragazza continua a interrogarsi sull'identità segreta di quel ragazzo. |                |                   |
| 14 | Mint fugge di casa?! Io posso cambiare il mondo! 「みんとが家出！？ わたくしが世界を変えますわ！」 - Minto ga iede!? Watakushi ga sekai wo kae masu wa! | 12 aprile 2023 | 6 agosto 2024     |
| 14 | Mina scappa di casa perché non vuole più farsi trattare come una bambina da suo padre e suo fratello, cosi si trasferisce a casa di Strawberry di sua spontanea decisione. Quella notte, Mina elabora il progetto per una pala eolica domestica e lo presenta il giorno dopo alle sue amiche, alle quali chiede di aiutarla a realizzarlo rubando il prototipo di un'elica dall'azienda di Sergio. Le ragazze accettano, si introducono nel magazzino e creano la pala eolica, che però non produce energia sufficiente. Frattanto Pie crea un Chimero formato da uno sciame di insetti che causa un ciclone, il quale entra in risonanza proprio con il generatore di Mina, che si vede costretta a distruggerlo per salvare le sue amiche finite in balia del vento. Il Chimero viene sconfitto e il Cavaliere Blu fa allontanare Pie, infine Sergio spiega a sua sorella che non ha bisogno di guadagnarsi la stima altrui, ma di trovare da sola la sua strada. |                |                   |
| 15 | Cara madre, Bu-Ling se la sta cavando alla grande! 「前略母上歩鈴は元気でやっているのだ」 - Zenryaku hahaue Purin wa genki de yatte iru no da | 19 aprile 2023 | 13 agosto 2024    |
| 15 | È il compleanno dei cinque fratellini di Paddy e le amiche del Caffè Mew Mew vanno a casa sua per festeggiare. Paddy vorrebbe portarli quel fine settimana allo spettacolo circense del Cirque de la Lune, la compagnia dove si conobbero i loro genitori, e le ragazze le concedono di buon grado un giorno di ferie. Purtroppo proprio nel giorno dello spettacolo gli alieni preparano un attacco al Tokyo Dome, in cui ha luogo il circo, e Paddy viene catturata da un Chimero e portata sottoterra. Lì la ragazza trova Tart mentre aspetta che le Xenotalpe erodano il terreno per far eruttare il magma, e prova a coinvolgerlo in uno spettacolino comico. Nel frattempo i fratellini di Paddy avvertono Strawberry e le altre dell'accaduto, e in men che non si dica le Mew Mew e il Cavaliere Blu si precipitano ad aiutare Paddy a sconfiggere i Chimeri. Il magma inizia a fuoriuscire dall'entroterra e Mew Paddy riesce a percepire la Mew Aqua nascosta lì vicino e ad usarla per interrompere l'eruzione. Dopo il combattimento la giornata giunge al termine, come lo spettacolo del circo, ma le Mew Mew vogliono comunque accontentare i fratellini di Paddy dedicando un concerto solo per loro. |                |                   |
| 16 | Un tuffo d'amore. Lettuce e la principessa sirena 「恋のしずくれたすと人魚姫」 - Koi no shizuku Retasu to ningyo hime | 26 aprile 2023 | 20 agosto 2024    |
| 16 | Ryan e Kyle sospettano la presenza di Mew Aqua al museo marino di Odaiba e Lory si offre volontaria per andare con Ryan ad indagare. Giunti alla sala dell'esposizione di un oopart, un orecchino appartenuto a una sirena secondo una leggenda, vengono attaccati da Quiche e Lory, trasformata in Mew Mew, finisce in mare. La ragazza precipita sul fondale tenendo stretto l'orecchino, che entra in contatto con il suo gemello perduto in fondo al mare trasportando Lory nel tempo in cui visse la proprietaria degli orecchini: Madeleine. Ella è affranta per l'imminente partenza del suo innamorato Chiffon alla volta dello spazio ma desidera fermamente restare nella sua patria anche se destinata a sprofondare nell'oceano. Solo con l'aiuto di Lory, Madeleine trova il coraggio di confessare a Chiffon i suoi sentimenti prima della loro separazione, ed esorta la sua nuova amica a fare altrettanto. Tornata al presente, Lory si dichiara apertamente a Ryan, ma il ragazzo le risponde di non poter ricambiare i suoi sentimenti. |                |                   |
| 17 | I due geni. Volano scintille sul set del video musicale 「二人の天才火花散るMV撮影！」 - Futari no tensai ibanachiru MV satsuei! | 3 maggio 2023  | 27 agosto 2024    |
| 17 | Pam vuole girare un nuovo video musicale con le sue amiche e chiede alla sua compagna di classe Rika Minagawa, una rinomata regista, di dirigere le riprese. A Rika piace catturare nel video la vera personalità dei cantanti, per questo chiede a Pam di ripetere più volte la canzone e conserva tutte le riprese rovinate dall'inesperienza delle altre ragazze in cui traspare l'immagine di una Pam divertita. Quiche disturba i lavori con dei Chimeri, ma la pronta risposta delle Mew Mew e del Cavaliere Blu riportano le cose alla normalità. Nella colluttazione, le scale su cui era prevista la scena finale sono andate distrutte, così Pam e Rika decidono di concludere il video nella loro scuola. Al Caffè Mew Mew, mentre le ragazze guardano il video con Ryan, Kyle e Mark, Strawberry si emoziona e, trasformatasi in gatto, corre all'aperto. Ryan la insegue nei panni di gattino grigio per riportarla alla normalità e, dimenticandosi del tempo che gli rimane, si ritrasforma anch'egli davanti ai suoi occhi. |                |                   |
| 18 | Determinazione nascosta! Il giorno della nascita del Mew Project! 「秘めた覚悟μプロジェクトが生まれた日」 - Hime ta kaku go Myu Purojekuto ga umare ta hi | 10 maggio 2023 | 3 settembre 2024  |
| 18 | Strawberry è sorpresa di aver scoperto che il gattino Art è in realtà Ryan, così Kyle le spiega il motivo: cinque anni prima Ryan assisteva suo padre nello sviluppo del Progetto Mew, e quando gli alieni hanno ucciso i suoi genitori ha continuato il lavoro a Tokyo con il sostegno di Kyle; prima di convocare le ragazze, Ryan ha preferito testare gli effetti della metamorfosi su sé stesso, ma non disponendo di un fisico compatibile, l'iniezione del codice genetico lo ha trasformato in gatto. Nella baia di Tokyo, Sergio ha messo in funzione un macchinario per produrre carburante dai rifiuti abbandonati in mare e Pie, non approvando questo sistema di tutela ambientale, tramuta la macchina in una minaccia inquinante e libera il Chimero Xeno Jelly. Mentre le Mew Mew e il Cavaliere Blu combattono contro la grossa medusa, Mew Lory si immerge nell'acqua inquinata per prendere un frammento di Mew Aqua aspirato dal macchinario e lancia l'incantesimo per purificare l'intera baia. Pie si allontana e il Cavaliere Blu fa altrettanto, ignorando le domande di Ryan sulle sue intenzioni. Intanto Mina si chiede se gli attacchi degli alieni spesso ai danni della sua famiglia non riguardino il loro impegno per la salvaguardia dell'ambiente. |                |                   |
| 19 | Un futuro sempre più vicino. Questa è la vera me stessa. 「動き出す未来これが本当のあたし」 - Ugoki dasu mirai Kore ga hontō no atashi | 17 maggio 2023 | 10 settembre 2024 |
| 19 | Dopo tanto tempo che non si trovano insieme, Strawberry e Mark si danno appuntamento per pranzare dopo la scuola. La mamma di Strawberry le dà dei consigli per preparare un buon pranzo da offrire al suo ragazzo, e il risultato viene molto apprezzato. Per via di un sogno che ha fatto, la ragazza sente di dover rivelare a Mark la vera sé stessa, ovvero la sua identità segreta. Quando Quiche interrompe l'appuntamento romantico con un Chimero, Strawberry si trasforma in Mew Berry davanti a Mark per difenderlo dagli attacchi. Come si aspettava l'alieno, l'aggressione a Strawberry ha attirato il Cavaliere Blu a difenderla, e costringe Quiche a ritirarsi. Mark, tornato da Strawberry, le rivela di sapere già da tempo della sua doppia identità e che ha tenuto il segreto per non rischiare di perderla. |                |                   |
| 20 | Quiche e il Cavaliere Blu 「キッシュと蒼の騎士」 - Kisshu to Ao no kishi | 24 maggio 2023 | 17 settembre 2024 |
| 20 | Gli alieni si preparano al risveglio del loro sovrano ed effettuano un attacco combinato alle Mew Mew: Pie assume il controllo di un dirigibile depuratore d'aria dell'azienda di Sergio e fa avvolgere Tokyo da una cupola di nubi color blu profondo, che accumula calore all'interno e impedisce la fuga dalla città. Mina è chiusa in casa per ordine di Sergio, Strawberry viene rapita da Quiche e portata sul tetto di un palazzo mentre Tart attacca le altre Mew Mew al caffè. Quiche, dopo l'ennesimo rifiuto di Strawberry al suo amore, non esita ad eliminarla, tuttavia sopraggiunge Mark che libera la ragazza facendo uso di poteri sovrannaturali e si trasforma davanti a lei nel Cavaliere Blu. Mash avverte Mew Berry delle terribili condizioni in cui si trova il Caffè Mew Mew e la giovane leader si ricongiunge al suo gruppo per annientare i Chimeri. Nel frattempo il Cavaliere Blu combatte in volo contro Quiche, che, dopo essere stato disarmato, ammette la sua sconfitta e, assieme ai suoi compagni, si inchina al suo cospetto. |                |                   |
| 21 | Profondo Blu 「深き蒼」 - Fukaki Ao | 31 maggio 2023 | 24 settembre 2024 |
| 21 | Mina rivela a suo fratello di essere una Mew Mew e lui, convincendosi che la sua sorellina non è più una bambina da proteggere, la lascia andare a compiere la sua missione. Grazie a Mew Mina il dirigibile torna normale ma per dissolvere le nubi le Mew Mew devono trovare la Mew Aqua. Pam ne fiuta un cristallo nelle fognature e le ragazze vi ci entrano per recuperarlo, non senza difficoltà. Dopo aver ripristinato l'ecosistema naturale gli alieni si scontrano con il Cavaliere Blu, e il fatto che Mew Berry si metta in mezzo per aiutarlo mette il ragazzo in crisi di identità. Ne approfitta il sovrano degli alieni, Profondo Blu, per riprendere coscienza sostituendosi al Cavaliere Blu. Gli alieni, un tempo i legittimi abitanti della Terra, sono pronti a riprenderne il possesso dopo secoli vissuti lontani da essa, ma non prima di averla depurata dagli esseri umani che non fanno altro che inquinare il pianeta. |                |                   |
| 22 | Un cuore a pezzi, la notte delle lacrime 「バラバラの心涙の夜」 - Barabara no kokoro, namida no yoru | 7 giugno 2023  | 1 ottobre 2024    |
| 22 | Le Mew Mew si schierano contro Profondo Blu ma Mew Berry si oppone a loro per proteggere il corpo del suo ragazzo e le attacca con i suoi poteri. La ragazza viene a sua volta ferita dal nemico, ma Art giunge in tempo per salvarla. Gli alieni danno inizio alla fase finale della Tokyo Gondwana Renaissance, che in poche ore ripristinerà il continente originale del pianeta ed estinguerà l'umanità e Profondo Blu si annuncia al mondo come suo nuovo padrone. Ryan e le ragazze fanno ritorno a tarda sera al Caffè Mew Mew, ormai distrutto, dove Kyle li aspetta. Strawberry viene perdonata dalle sue amiche per il gesto che ha compiuto e promette di salvare sia il mondo che Mark. Le Mew Mew si trasformano per andare a prendere l'ultimo frammento di Mew Aqua nei cieli di Tokyo e si dotano di ali magiche per volare. Ryan, rimasto ferito dal suo salvataggio di Mew Berry, e Kyle attenderanno fiduciosi il loro ritorno al caffè. |                |                   |
| 23 | Miei sentimenti, raggiungetelo! La battaglia finale 「想いよとどけ！最後の戦い！！」 - Omoiyo todoke! Sai go no tatakai!! | 14 giugno 2023 | 8 ottobre 2024    |
| 23 | Le Mew Mew volano fino al punto dove si trova la Mew Aqua, un palazzo sospeso nel cielo, dando speranza alle persone che le guardano da una Tokyo semidistrutta. Gli alieni hanno ricomposto la falena della Torre di Tokyo in un cyborg, chiamato Dust Wyvern Mark II, e la usano contro le ragazze. Mew Berry viene difesa dalle sue amiche, che tengono impegnato sia Chimero che Pie e Tart, permettendole di proseguire verso la Mew Aqua. Giunta nella sala di Profondo Blu, Quiche difende Mew Berry ribellandosi contro il suo sovrano per amore di lei, ma ciò gli costerà la vita. Le lacrime versate da Mew Berry per Quiche risvegliano l'anima di Mark nel corpo di Profondo Blu. Egli vede il male e la distruzione che inconsapevolmente ha causato e vuole rimediare sacrificandosi e liberando la Mew Aqua che si trova dentro al suo corpo. Prima di compiere il gesto estremo, però, Profondo Blu riprende il controllo del suo corpo e blocca il gesto di Mark, inoltre afferra Mew Berry per il collo. |                |                   |
| 24 | Il futuro che costruiremo insieme 「私たちがつくる未来」 - Watashitachiga tsukuru mirai | 21 giugno 2023 | 15 ottobre 2024   |
| 24 | Profondo Blu scopre il potere della Mew Aqua che scorre nel suo sangue e lo usa per aprire un portale che porta al suo pianeta d'origine, così da consentire agli abitanti di raggiungere la Terra e sterminare la razza umana. Mew Berry prova a convincerlo a trovare una soluzione insieme che consenta ad entrambe le popolazioni di condividere un futuro sereno, e anche Mark, prima soppresso da Profondo Blu, torna cosciente e appoggia l'ottimismo della sua ragazza. Quando Mew Berry riesce a stringere la mano di Profondo Blu, egli, che assieme a Mark l'ha conosciuta fin dal suo primo incontro, inizia a credere in lei. In quel momento Pie, sentendosi tradito, pugnala il suo sovrano, ma Mew Berry abbraccia Mark - tornato nel suo corpo - salvandogli la vita. Mew Berry e Mark lanciano insieme il potere della Mew Aqua che cura Quiche e le altre Mew Mew, e grazie al portale raggiunge anche il pianeta degli alieni bonificandolo per intero. Tutte le ostilità sono cessate e gli alieni salutano le Mew Mew per tornare nel loro pianeta, finalmente divenuto abitabile. Le ragazze si promettono di rimanere amiche nonostante la conclusione del Progetto Mew e riaprono il loro caffè insieme a Ryan e Kyle. Strawberry saluta Mark, in partenza per l'estero per motivi di studio, e come le sue amiche inizia a vivere il suo futuro impegnandosi a migliorare il mondo rispettando l'ambiente. |                |                   |